# Debiopharm
Debiopharm ist ein Pharmaunternehmen mit Sitz in Lausanne. Es konzentriert sich auf die klinische Entwicklung sowie die Fertigung von Arzneien. Das 1979 gegründete Familienunternehmen beschäftigt rund 450 Mitarbeiter und gehörte 2022 zu den umsatzstärksten Unternehmen der Schweiz.

## Geschichte
Das Unternehmen wurde 1979 durch den französisch-schweizerischen Biologen und Pharmazeuten Rolland-Yves Mauvernay in Martigny gegründet. Nach dem Abschluss eines Lizenzabkommens mit der Tulane University startete 1982 die Entwicklung von Triptorelin. 1986 wurde das Medikament erstmals in Frankreich zugelassen.
Im Jahr 1989 lizenzierte das Unternehmen den Wirkstoff Oxaliplatin von der Städtischen Universität Nagoya. Die erste Zulassung folgte 1996 in Frankreich.
2021 gab das Unternehmen bekannt, dass Merck KGaA die Kommerzialisierung von Xevinapant, einem Wirkstoff gegen Kopf-Hals-Tumore, für rund 900 Mio. Euro übernimmt.

## Geschäftstätigkeiten
Derzeit werden zwei Produkte kommerziell angeboten. Einerseits ein Medikament zur Behandlung von Darmkrebs auf Basis von Oxaliplatin. Andererseits ein Medikament gegen Prostatakrebs auf Basis von Triptorelin. Daneben investierte die Gruppe in diverse Unternehmen und unterhält in der Schweiz ein Immobilienportfolio von knapp 1000 Wohnungen.